# Porn Wikileaks
Porn Wikileaks — вики-веб-сайт (pornwikileaks.com), содержащий личную информацию, в том числе настоящие имена, свыше 15 тысяч порноактёров. Запущен в 2010 году. Информация взята из базы данных пациентов под управлением AIM Medical Associates, клиники, где многие порноактёры проверялись на заболевания, передающиеся половым путём (закрылась из-за судебных исков, вызванных утечками).

В августе 2019 сайт выкуплен порностудией Bang Bros и закрыт.

## Реакция
Сайт подвергся критике со стороны исполнителей; так, Кимберли Кейн заявила: «Большинство из нас в порноиндустрии знает, кто стоит за Porn WikiLeaks; он делает это из ненависти к бизнесу, который избегал его за то, что слишком отвратительно даже для порно». Кристиан XXX (Christian XXX) заявил: «Они опубликовали моё настоящее имя, настоящие имена и фотографии моих родителей, их домашний адрес и номер телефона, имя, фотографию и номер телефона моего брата, фотографию кладбища, где недавно похоронен мой дед, не говоря уже о том, что у меня ВИЧ».